# Newag 14WE
Newag 14WE (typ członów 410B+309B+410B, pierwotne nazwy projektu EN57/M i Halny, seria EN61) – normalnotorowy trójczłonowy elektryczny zespół trakcyjny wyprodukowany w latach 2005–2007 w liczbie 9 sztuk przez Newag z Nowego Sącza (do 2005 Zakłady Naprawcze Taboru Kolejowego w Nowym Sączu). Jednostki eksploatowane są przez Szybką Kolej Miejską w Warszawie, Polregio, Koleje Śląskie i Koleje Małopolskie.

## Historia

### Geneza
Po II wojnie światowej elektryczne zespoły trakcyjne produkowane były aż do 1997 wyłącznie w zakładach Pafawag. Po ich prywatyzacji w latach 90. i wybudowaniu jednej sztuki zespołu ED73 w 1997 zaprzestały produkcji tego typu pojazdów. Przez kilka lat w Polsce nie produkowano żadnych EZT. Nowe pojazdy tego typu pojawiły się na polskich torach dopiero w 2004. Pierwszym z nich był 13WE (EN95) wyprodukowany przez bydgoską Pesę dla Warszawskiej Kolei Dojazdowej. Od tamtego momentu przetargi na dostawę EZT wygrywają trzy przedsiębiorstwa: wspomniana Pesa Bydgoszcz (dawne ZNTK Bydgoszcz), Newag (dawne ZNTK Nowy Sącz) oraz Stadler Rail Polska.
Projekt elektrycznego zespołu trakcyjnego typu 14WE wykonało w 2004, we współpracy z Zakładami Naprawczymi Taboru Kolejowego Nowy Sącz, przedsiębiorstwo Energocontrol Kraków, zajmujące się między innymi projektowaniem, badaniami i pomiarami konstrukcji pojazdów. Ze względu na większe koszty wprowadzania zupełnie nowego modelu nie zdecydowano się na projektowanie pojazdu od podstaw. Skład powstał jako modernizacja jednostki serii EN57 i pierwotnie jego projekt był oznaczany jako EN57/M. Następnie EC Engineering, funkcjonujące po przekształceniach przedsiębiorstwa Energocontrol Kraków w ramach Grupy Energocontrol, stosowało także nazwę Halny, ale producent nie używał jej i nie oferował pojazdów tego typu pod tą nazwą. W dniach 21–24 września 2004 projekt pojazdu 14WE zaprezentowano na Międzynarodowych Targach Kolejowych InnoTrans w Berlinie.
Początkowo planowano jedynie budowę egzemplarza przeznaczonego do prezentacji i reklamy, jednakże 5 lutego 2004 rozpoczęto tworzenie warszawskiego systemu kolei miejskiej, a 5 maja 2004 powstała spółka Szybka Kolej Miejska. Była ona zainteresowana składami o parametrach podobnych do EN57, ale posiadającymi jednocześnie nowoczesne wyposażenie wnętrza oraz opływową sylwetkę, co odróżniałoby nowy tabor od starego. Pod koniec 2004 warszawski przewoźnik ogłosił przetarg na dostawę sześciu trójczłonowych EZT, który wygrał Newag.

### Produkcja
Zbudowano 9 sztuk 14WE, wykorzystując do ich budowy wózki, urządzenia i niektóre instalacje 9 skasowanych zespołów serii EN57.
Pierwszych sześć zbudowano w 2005 dla SKM w Warszawie. Drugi pojazd z tego zamówienia oznaczony 14WE-02 został wykorzystany przez producenta do prezentacji na Międzynarodowych Targach Kolejowych Trako 2005 w Gdańsku. W tym samym roku ZNTK Nowy Sącz zmieniły swoją nazwę na Newag, a dzięki 14WE miały szansę zaprezentować się na rynku jako nowe przedsiębiorstwo produkujące tabor kolejowy tego typu.
Siódma sztuka wyprodukowana w 2006 to zmodyfikowana wersja oznaczona jako EN61 i przeznaczona do obsługi Pociągu papieskiego, jeżdżącego w województwie małopolskim.
Dwie ostatnie sztuki, dla warszawskiego przewoźnika aglomeracyjnego, wybudowano w 2007.

## Konstrukcja

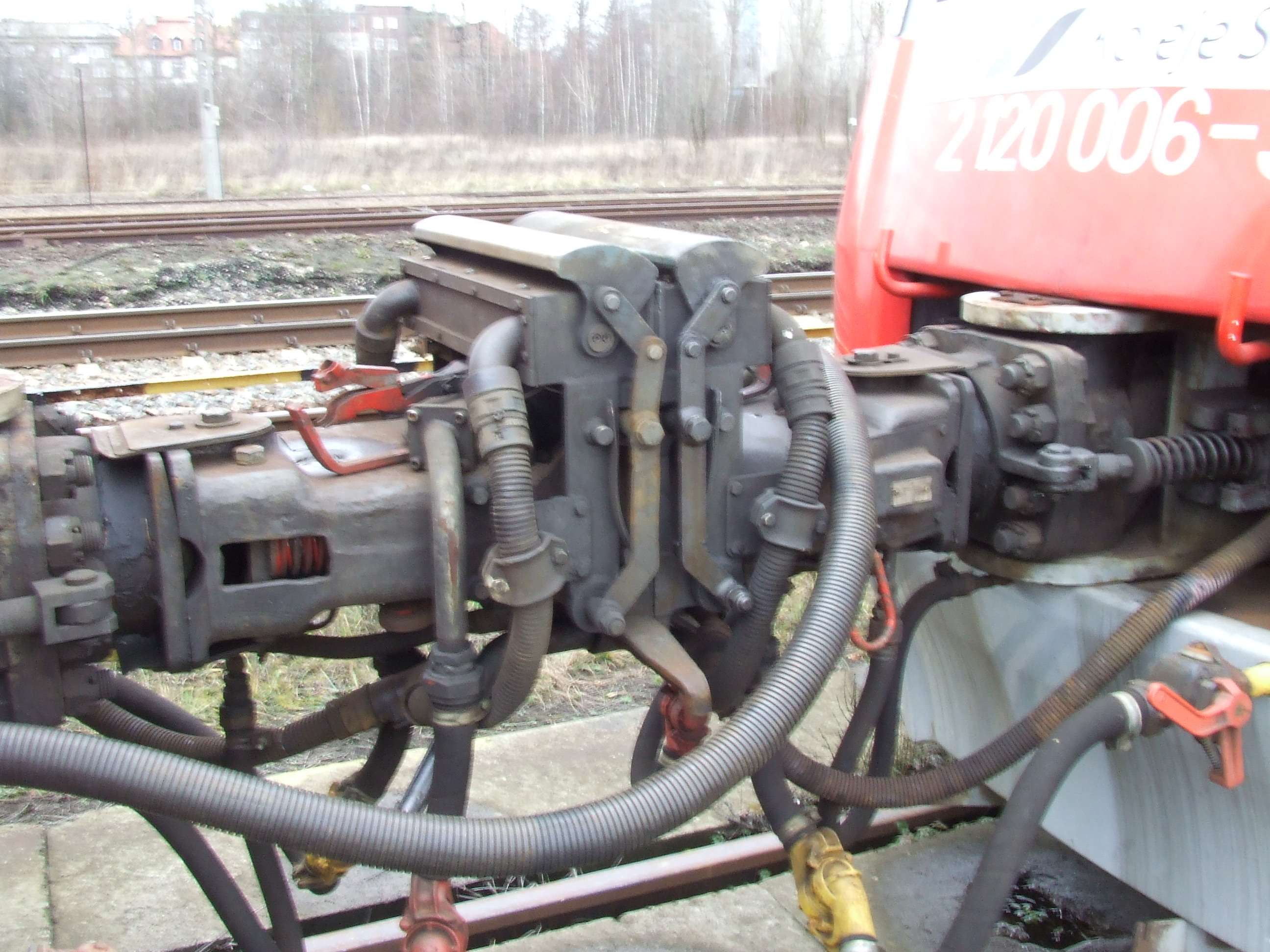
Sprzęg na czole pojazdu

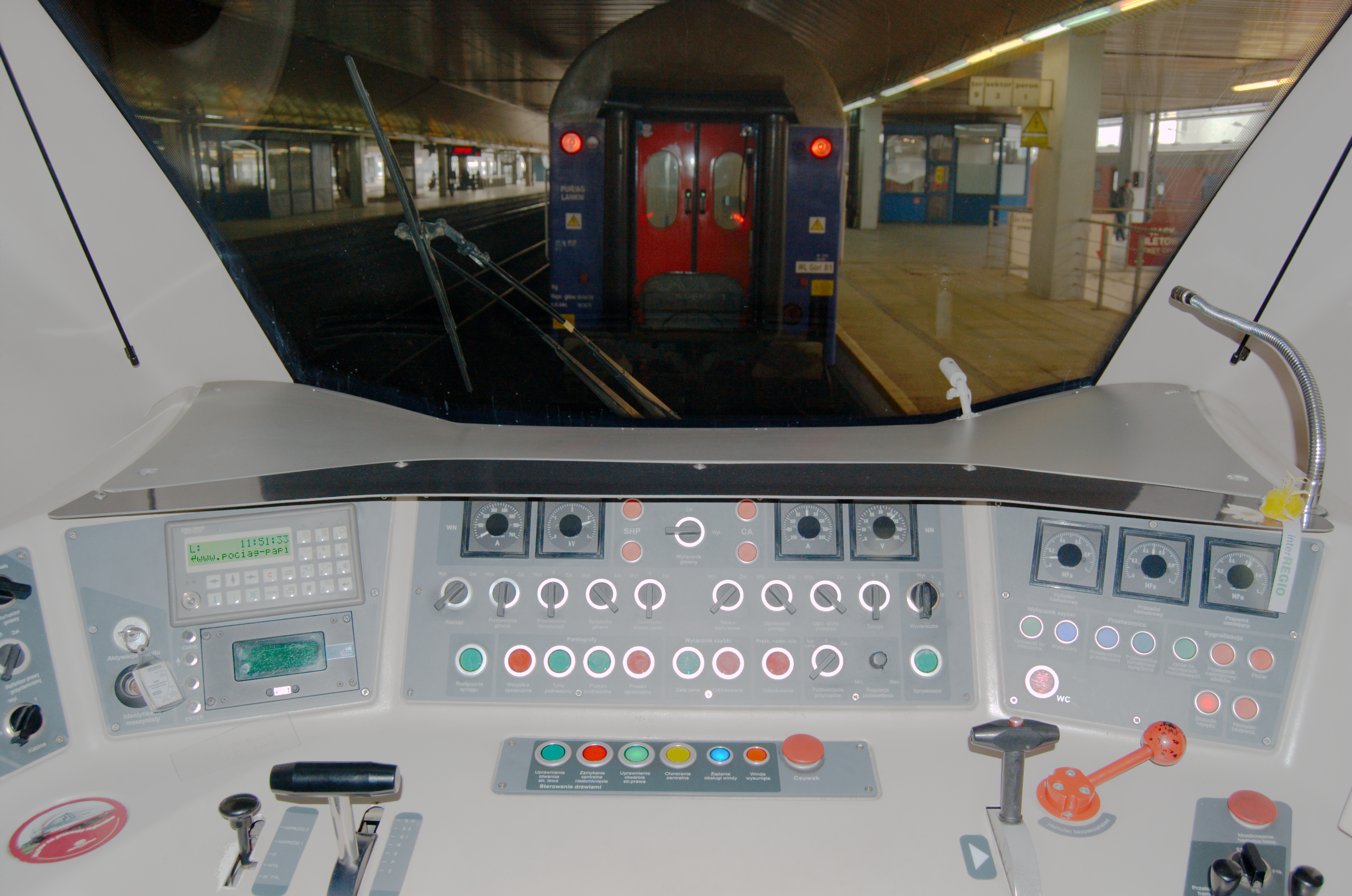
Kabina maszynisty EN61-01

### Nadwozie
EZT typu 14WE składa się z trzech wagonów – rozrządczego ra (typ 410B), silnikowego s (typ 309B) i rozrządczego rb (typ 410B). Wagony są połączone ze sobą tzw. krótkim sprzęgiem „fabrycznym” (bez głowicy, nierozłączalnym w warunkach eksploatacyjnych), gumowymi przegubami zewnętrznym i wewnętrznym, zapewniającymi izolację akustyczną i cieplną, oraz przejściem dla pasażerów o szerokości 1000 mm. Na czołach wagonów sterowniczych (początek i koniec zespołu) zastosowano tzw. sprzęgi długie (samoczynne sprzęgi Scharfenberga), które umożliwiają połączenie zespołów w składy. Oś sprzęgu czołowego w 14WE umieszczona jest na wysokości 1040 mm ponad główką szyny. Wysokość ta jest wymagana przez kartę UIC 522, która została opracowana wraz z kartą UIC 523 w związku z planowanym przed laty wprowadzeniem sprzęgu automatycznego UIC (Union Internationale des Chemins de fer (fr.) – Międzynarodowy Związek Kolei). W starszym taborze kolejowym, np. zespołach EN57 i ich pochodnych, sprzęgi montowano na wysokości 950 mm, co uniemożliwiało połączenie 14WE z tymi pojazdami. Z tego powodu bywały problemy z odholowaniem składów w razie awarii i zdarzało się, że uszkodzony 14WE blokował tunel średnicowy w Warszawie.
14WE posiadają w stosunku do EN57 całkowicie nowe nadwozie. Ostoja jest spawana, szkielet wykonano z profili otwartych. Poszycie boków pudła klejone jest z blach nierdzewnych, aluminiowych i tworzywa sztucznego, w części czołowej zastosowano tylko tworzywo sztuczne. Szyby czołowe są wielowarstwowe z ogrzewaniem w masie, szyby boczne natomiast są klejone i zespolone. EZT przeznaczone dla Szybkiej Kolei Miejskiej w Warszawie przystosowano do potrzeb ruchu miejskiego, dostosowując pociąg do wysokich peronów. Podłoga na wysokości zbliżonej do tej w EN57 – 1157 mm ponad główką szyny – umożliwia obsługiwanie peronów o wysokości 760 ÷ 1060 mm. Dodatkowo składy te, w związku z dużym rozrzutem wysokości peronów na przystankach, wyposażone są w jeden stopień oświetlany po otwarciu. W przedsionkach czołowych zamontowano dodatkowe stopnie służbowe dla wsiadania obsługi z poziomu gruntu oraz ewentualnej ewakuacji pasażerów. Zamiast lusterek na zewnątrz kabin maszynisty zastosowano kamery boczne umożliwiające obserwację boków pojazdu oraz czołową, która pokazuje drogę przed pojazdem.
Skład Pociągu papieskiego wyróżnia złoty kolor poszycia, herb Jana Pawła II na czołach składu i dewiza polskiego papieża Totus Tuus na bokach.

### Wnętrze i przestrzeń pasażerska

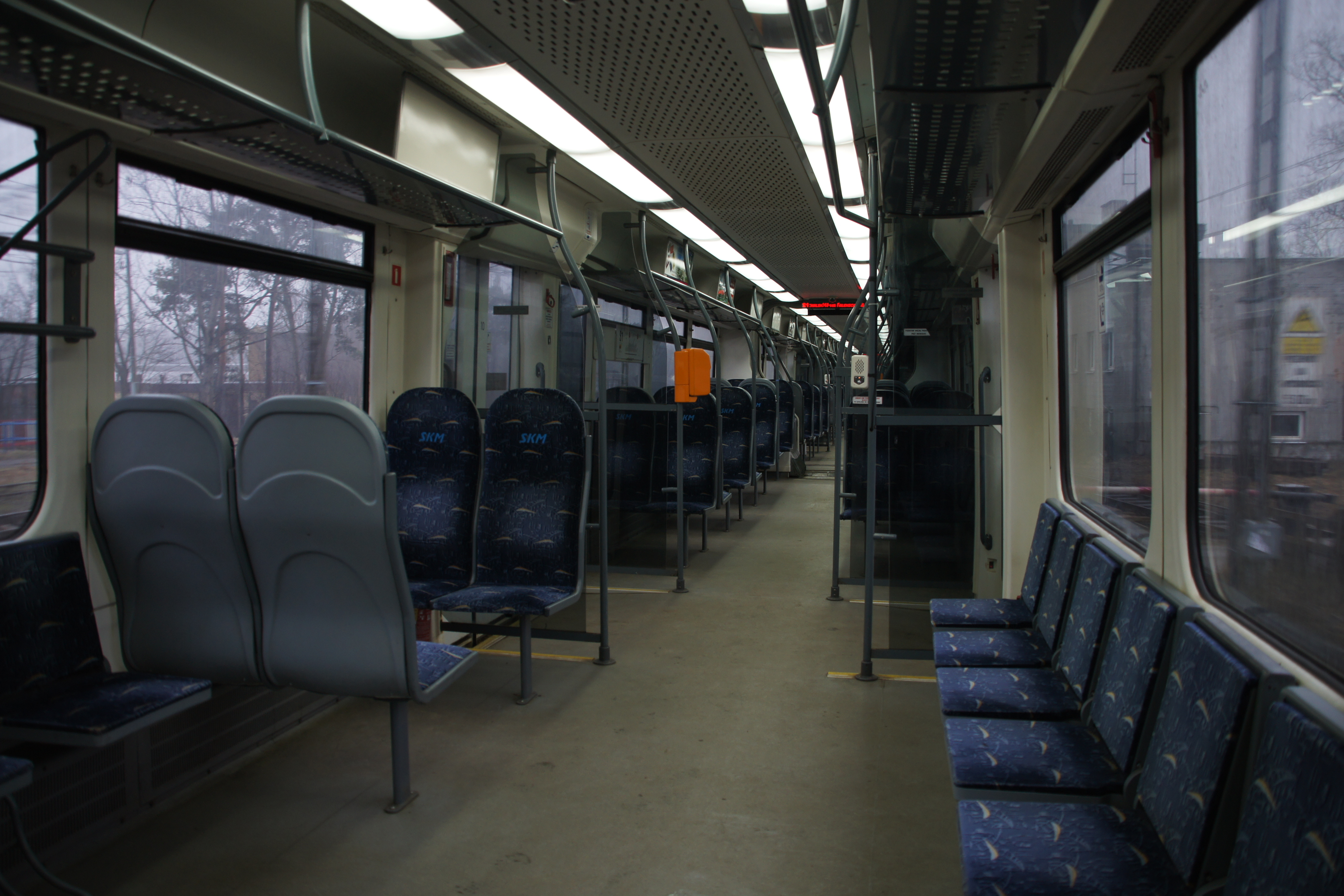
Wnętrze warszawskiego 14WE

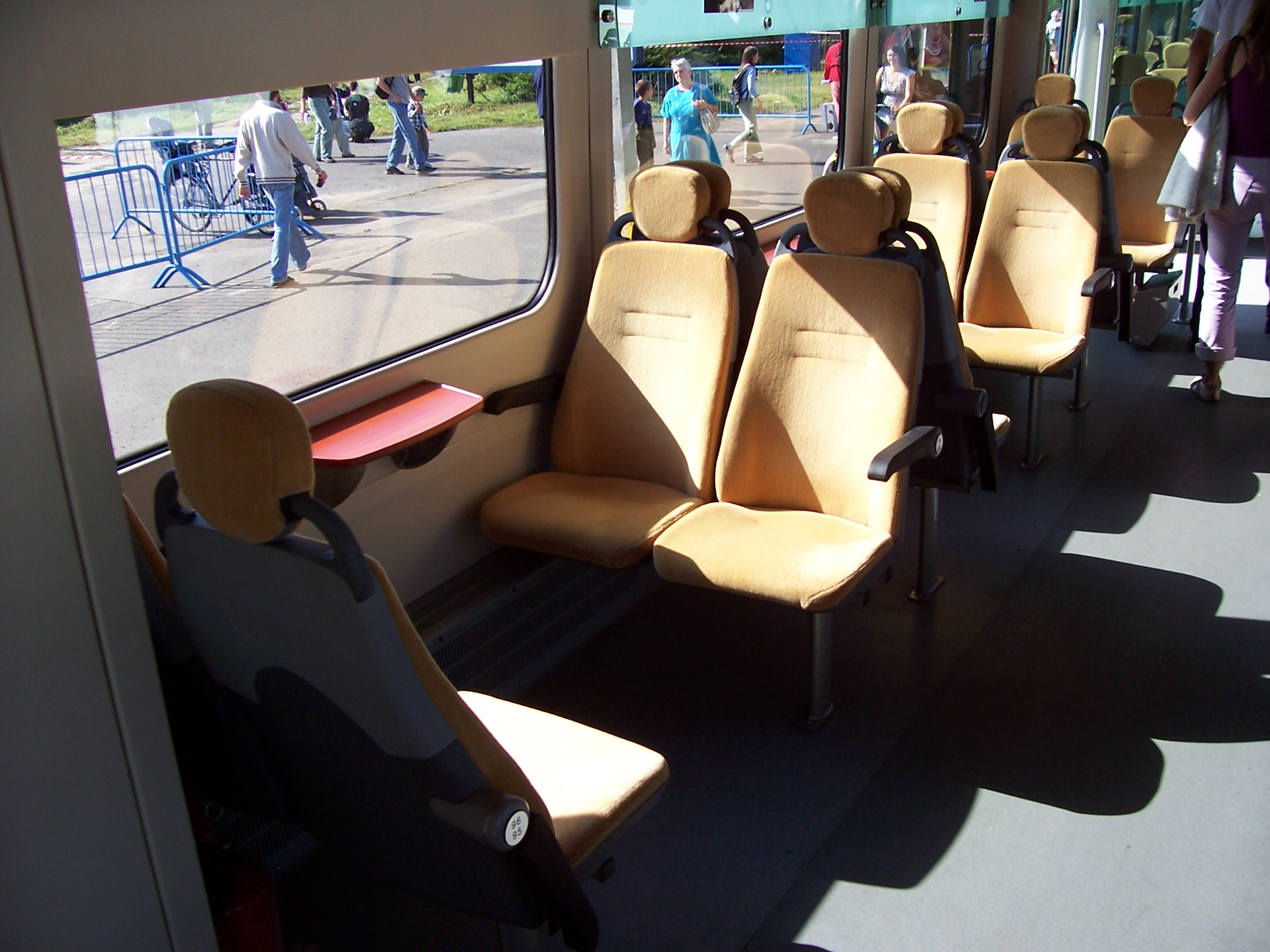
Wnętrze papieskiego 14WE

W stosunku do EN57 zmniejszono liczbę miejsc siedzących na korzyść stojących. Zastosowano odskokowo-przesuwne drzwi pasażerskie o prześwicie 1300 mm (po 2 pary z każdej strony każdego wagonu), wyposażając je przy tym w przyciski indywidualnego otwierania, fotokomórki i czujniki zapobiegające ściśnięciu pasażera.
Wnętrze pojazdów dla SKM Warszawa zostało przystosowane do ruchu aglomeracyjnego. Pojazdy te nie mają toalet. Zamontowano w nich klimatyzację, nowe wandaloodporne siedzenia, poręcze i słupki stanowiące uchwyty dla pasażerów stojących, półki bagażowe, a także kasowniki warszawskiej komunikacji miejskiej. Wykładziny wykonano z kształtek z tworzyw sztucznych, okna uchylne są zabezpieczone zamkami przy działającej klimatyzacji. Usunięto wewnętrzne drzwi międzyprzedziałowe (zastępując je przezroczystymi, szklanymi wiatrołapami) i międzywagonowe (zastępując gumowymi przegubami). W zespołach 14WE znalazły się także dwie windy ułatwiające wsiadanie osobom niepełnosprawnym (jedna po każdej stronie składu w pierwszych drzwiach od czoła w wagonie ra), cztery specjalne miejsca do przypięcia wózków inwalidzkich (po dwa w środkowych częściach wagonów ra i rb), osiem stojaków na rowery (po cztery w środkowych częściach wagonów ra i rb) oraz wewnętrzny monitoring, rejestrujący obraz z 12 kamer. W kabinach maszynisty zainstalowano całkowicie nowe pulpity sterownicze i regulowane fotele. Pod koniec 2015 roku jedna z jednostek została doposażona w ładowarki USB.
Pociąg papieski eksploatowany w województwie małopolskim ma nieco inne wnętrze. Wyposażony jest w monitory do prezentacji multimedialnych o trasie przejazdu i papieżu Janie Pawle II oraz słuchawki do odsłuchu lektora w innych językach. Posiada on także toaletę w systemie zamkniętym dostosowaną dla potrzeb osób niepełnosprawnych.

### Podwozie
Każdy z wagonów skrajnych jest oparty na dwóch wózkach tocznych typu 36AN o rozstawie osi 2700 mm i średnicy kół 940 mm. Wagon środkowy oparty jest na dwóch wózkach napędnych typu 23MN o rozstawie osi 2700 mm i średnicy kół 1000 mm. Wózki te to zmodernizowane wózki od jednostek serii EN57. Są one wyposażone w obręczowe zestawy kołowe, amortyzatory hydrauliczne i dwa stopnie usprężynowania – I stopień to sprężyny metalowo-gumowe, II natomiast to sprężyny śrubowe. Rozstawy czopów skrętu wynoszą dla wagonów skrajnych i wagonu środkowego odpowiednio 14 900 mm i 15 870 mm.

### Zasilanie i napęd
Układ elektryczny EZT typu 14WE zaprojektowano w oparciu o elementy znacznie starszych zespołów serii EN57, na nowe wymieniono manipulatory, styczniki, przełączniki i tablice pneumatyczne.
Prąd stały o napięciu 3000 V, przesyłany linią napowietrzną, odbierany jest przez dwa asymetryczne odbieraki prądu typu DSA 200-PKP, zamontowane na dachu członu środkowego. Napędza on cztery silniki szeregowe typu LKf-450 po regeneracji o łącznej mocy ciągłej 580 kW i łącznej mocy godzinowej 740 kW, znajdujące się na osiach wózków napędnych wagonu środkowego. Szafa niskiego napięcia umieszczona jest wewnątrz wagonu środkowego wzdłuż jednej ze ścian bocznych.
Zestawy wyposażone są w instalację hamulcową SAB-Wabco Instytutu Pojazdów Szynowych, hamulec mechaniczny klockowy i hamulec ręczny śrubowy na jeden wózek.

## Eksploatacja
| Oznaczenie producenta | Właściciel                                             | Użytkownik                     | Oznaczenie użytkownika | Oznaczenie UIC        |
| --------------------- | ------------------------------------------------------ | ------------------------------ | ---------------------- | --------------------- |
| 14WE-01               | SKM Warszawa (2005–2013) Koleje Śląskie (od 2013)      | SKM Warszawa (2005–2012)       | 101                    | 94 51 2 120 000 ÷ 002 |
| 14WE-01               | SKM Warszawa (2005–2013) Koleje Śląskie (od 2013)      | Koleje Śląskie (od 2012)       | 01                     | 94 51 2 120 000 ÷ 002 |
| 14WE-02               | SKM Warszawa (2005–2016) Industrial Division (od 2016) | SKM Warszawa (2005–2016)       | 102                    | 94 51 2 120 003 ÷ 005 |
| 14WE-02               | SKM Warszawa (2005–2016) Industrial Division (od 2016) | Koleje Śląskie (od 2017)       | 02                     | 94 51 2 120 003 ÷ 005 |
| 14WE-03               | SKM Warszawa (2005–2013) Koleje Śląskie (od 2013)      | SKM Warszawa (2005–2012)       | 103                    | 94 51 2 120 006 ÷ 008 |
| 14WE-03               | SKM Warszawa (2005–2013) Koleje Śląskie (od 2013)      | Koleje Śląskie (od 2012)       | 03                     | 94 51 2 120 006 ÷ 008 |
| 14WE-04               | SKM Warszawa (2005–2016) Industrial Division (od 2016) | SKM Warszawa (2005–2016)       | 104                    | 94 51 2 120 009 ÷ 011 |
| 14WE-04               | SKM Warszawa (2005–2016) Industrial Division (od 2016) | Koleje Małopolskie (2017)      | 04                     | 94 51 2 120 009 ÷ 011 |
| 14WE-04               | SKM Warszawa (2005–2016) Industrial Division (od 2016) | Koleje Śląskie (od 2018)       | 04                     | 94 51 2 120 009 ÷ 011 |
| 14WE-05               | SKM Warszawa (2005–2016) Industrial Division (od 2016) | SKM Warszawa (2005–2016)       | 105                    | 94 51 2 120 012 ÷ 014 |
| 14WE-05               | SKM Warszawa (2005–2016) Industrial Division (od 2016) | Koleje Śląskie (od 2017)       | 05                     | 94 51 2 120 012 ÷ 014 |
| 14WE-06               | SKM Warszawa (2005–2016) Industrial Division (od 2016) | SKM Warszawa (2005–2016)       | 106                    | 94 51 2 120 015 ÷ 017 |
| 14WE-06               | SKM Warszawa (2005–2016) Industrial Division (od 2016) | Koleje Małopolskie (2017)      | 06                     | 94 51 2 120 015 ÷ 017 |
| 14WE-06               | SKM Warszawa (2005–2016) Industrial Division (od 2016) | Koleje Śląskie (od 2018)       | 06                     | 94 51 2 120 015 ÷ 017 |
| 14WE-07               | Polregio (od 2006)                                     | Małopolski Zakład PR (od 2006) | EN61-01                | 94 51 2 120 793 ÷ 795 |
| 14WE-08               | SKM Warszawa (od 2005)                                 | SKM Warszawa (od 2005)         | 107                    | 94 51 2 120 018 ÷ 020 |
| 14WE-09               | SKM Warszawa (od 2005)                                 | SKM Warszawa (od 2005)         | 108                    | 94 51 2 120 021 ÷ 023 |

| Państwo | Właściciel          | Liczba sztuk | Lata    |
| ------- | ------------------- | ------------ | ------- |
| Polska  | SKM Warszawa        | 2            | od 2005 |
| Polska  | Polregio            | 1            | od 2006 |
| Polska  | Koleje Śląskie      | 2            | od 2012 |
| Polska  | Industrial Division | 4            | od 2016 |

### SKM Warszawa

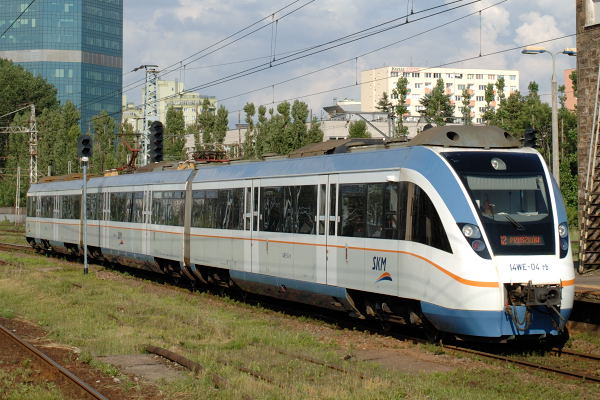
14WE w starej malaturze SKMWA

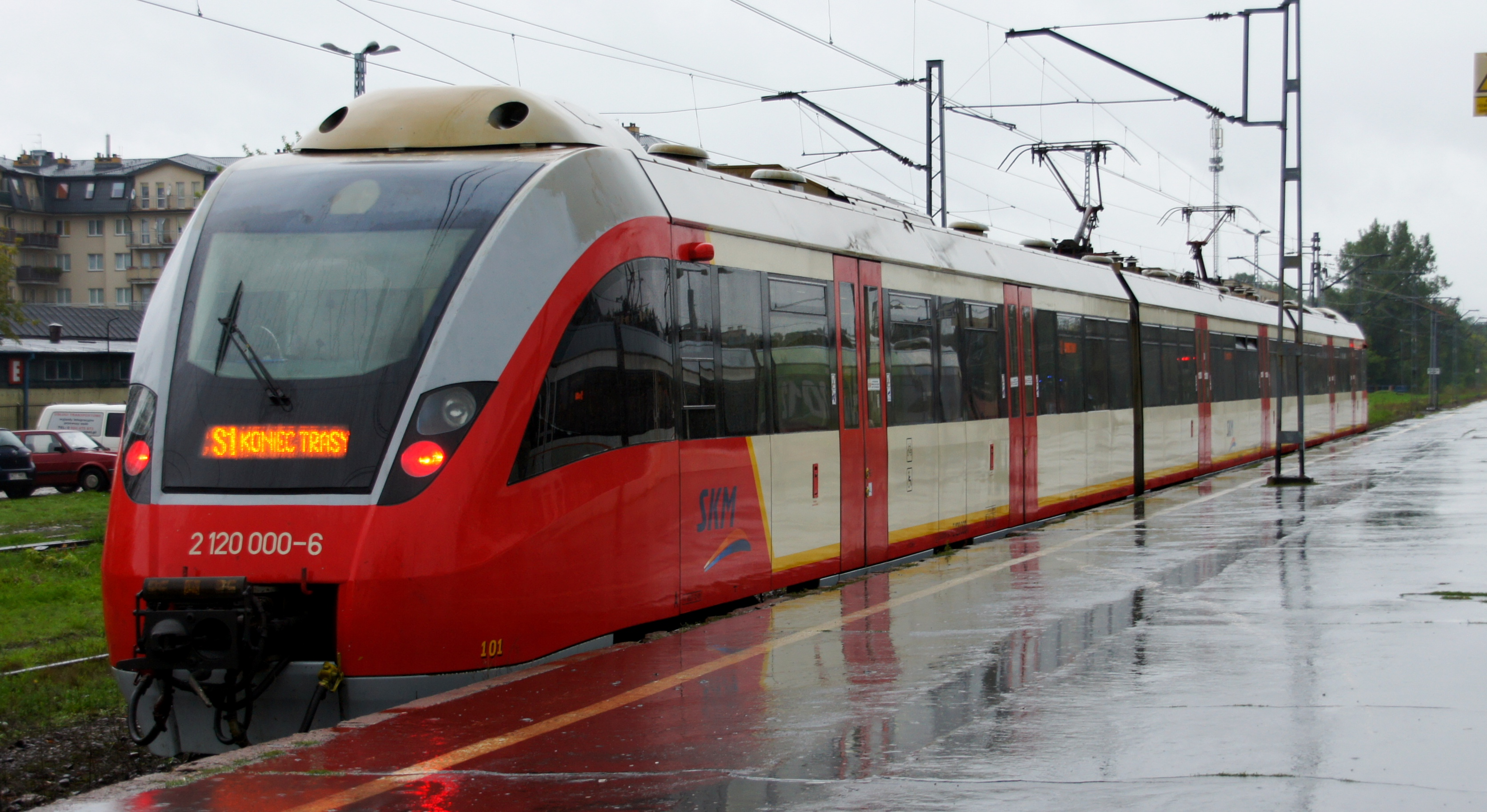
14WE w nowej malaturze ZTM

Pierwszych sześć pojazdów 14WE wyprodukowano i dostarczono warszawskiej Szybkiej Kolei Miejskiej w 2005. Uroczyste przekazanie pierwszej jednostki miało miejsce na stacji Warszawa Centralna 23 września. 3 października pojazd został przyjęty na stan przewoźnika i tego samego dnia miał on wyjechać w pierwszy planowy kurs, ale z powodu awarii musiał zostać zastąpiony wypożyczoną od SKM Trójmiasto jednostką EN57-1107. 5 października, już bez żadnych problemów, skład 14WE-01 wyjechał na mazowieckie tory. 16 października został odebrany i włączony do eksploatacji drugi pojazd tego typu, zaś 11 listopada dostarczono i wpisano na stan trzeci egzemplarz. 24 listopada dostarczono jednostkę 14WE-04 i dwa dni później została ona odebrana. 10 grudnia, dzień przed zmianą rozkładu jazdy, na stan wpisano piąty skład, zaś szósty, który także miał zostać wprowadzony do ruchu przed nowym rozkładem, ostatecznie odebrano dopiero 28 grudnia.
7 marca 2007 rozstrzygnięto przetarg na dostawę kolejnych dwóch identycznych EZT, który ponownie wygrał Newag. Pojazdy zostały dostarczone w sierpniu 2007.
W oczekiwaniu na wprowadzenie międzynarodowego systemu identyfikatorów pojazdów w SKM Warszawa utworzono identyfikatory zastępcze w oparciu o oznaczenie typu zespołu – 14WE. W 2006 rozpoczęto wprowadzanie identyfikatorów UIC (PL-SKMWA 94 51 2 120 000 ÷ 023) i firmowych numerów operacyjnych (101 ÷ 108). Dwa ostatnie 14WE dla SKM Warszawa (o numerach bocznych 107 i 108) zapoczątkowały rejestr europejskich oznaczeń pojazdów trakcyjnych w Polsce i serię 212 w nim.
W 2008 ZTM Warszawa wprowadził nowy schemat malowania pojazdów komunikacji miejskiej, a że SKM Warszawa jest przewoźnikiem kolejowym wchodzącym w skład warszawskiego ZTM, to zmianie uległa również malatura pojazdów szynowych. Pierwszym składem prezentującym nowe czerwono-żółto-kremowe malowanie była jednostka 14WE-03 o numerze inwentarzowym 103, którą przemalowano przy okazji naprawy okresowej i która w grudniu 2008 rozpoczęła obsługę pasażerów.
We wrześniu 2011 SKM Warszawa ogłosił, że planuje przebudowę wszystkich 14WE – miały one otrzymać nowe wózki, silniki i układy rozruchowe, przez co miały stać się całkowicie nowymi pociągami. Trwały analizy ekonomiczne tego przedsięwzięcia badające jego zasadność wobec alternatywy jaką jest sprzedaż składów 14WE oraz zakup w ich miejsce nowych pojazdów. Ostatecznie zdecydowano, że jednostki 14WE wraz z wprowadzeniem nowego rozkładu jazdy w połowie grudnia 2012 zostaną wycofane z ruchu – sprzedane i zastąpione nowymi pociągami 35WE. Pod koniec 2012 dwie sztuki 14WE przekazano Kolejom Śląskim.
22 lipca 2013 SKM Warszawa odebrał ostatni pojazd typu 35WE, w związku z czym 24 lipca 2013 wystawionych zostało na sprzedaż sześć pojazdów typu 14WE o numerach 02, 04, 05, 06, 08 i 09. Pod koniec 2016 zostały one zakupione przez Industrial Division. Na początku 2017 nowemu właścicielowi zostały przekazane cztery jednostki, zaś pozostałe dwa składy o numerach 08 i 09 pozostały w eksploatacji w SKM Warszawa.
W czerwcu 2022 SKM zaprzestała korzystania z 2 własnych pojazdów 14WE, a w sierpniu z 2 dzierżawionych od Industrial Division, co było możliwe dzięki dostawom jednostek 45WEa.

### Polregio

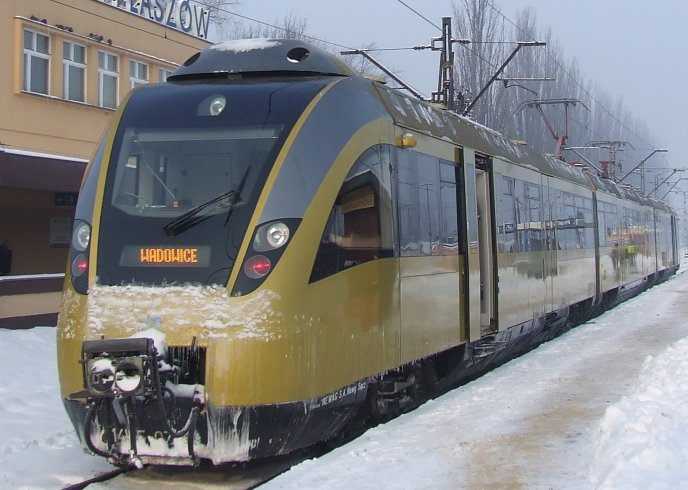
Pociąg papieski na stacji Kraków Płaszów

3 września 2005, podczas pielgrzymki kolejarzy do Sanktuarium Bożego Miłosierdzia w Krakowie-Łagiewnikach, z inicjatywy kapelana kolejarzy księdza Ryszarda Marciniaka powstał pomysł Pociągu papieskiego łączącego Kraków z Wadowicami, jako podziękowanie za pontyfikat Jana Pawła II. W ramach tego projektu miał powstać specjalny skład oraz miał zostać wyremontowany szlak kolejowy wraz z dworcami.
Skład został zaprojektowany przez krakowską spółkę EC Engineering na podstawie użytkowanych przez SKM Warszawa składów 14WE i wykonany przez nowosądecki Newag jako siódma jednostka tego typu. Po zakończeniu produkcji skład Pociągu papieskiego, będący własnością Newagu, został przekazany w użytkowanie PKP Przewozom Regionalnym, które oznaczyły go jako EN61-01.
28 maja 2006 papież Benedykt XVI podczas wizyty w Polsce poświęcił pociąg i otrzymał od kolejarzy jego miniaturę z inskrypcją „Polscy kolejarze na pamiątkę pierwszej wizyty Papieża Benedykta XVI w ojczyźnie Jana Pawła Wielkiego. Maj A.D. 2006 – Polska”, 31 maja odbyła się oficjalna prezentacja składu, a od 3 czerwca pociąg rozpoczął regularne kursowanie Kolejowym Szlakiem Jana Pawła II:
| Kilometr | Stacja / przystanek              | Miejsca związane z papieżem                          |
| -------- | -------------------------------- | ---------------------------------------------------- |
| 0        | Kraków Główny                    |                                                      |
| 4,091    | Kraków Płaszów                   |                                                      |
| 8,473    | Kraków Łagiewniki                | Sanktuarium Bożego Miłosierdzia                      |
| 19,564   | Skawina                          |                                                      |
| 41,829   | Kalwaria Zebrzydowska Lanckorona | Sanktuarium pasyjno-maryjne                          |
| 43,339   | Kalwaria Zebrzydowska            | Sanktuarium pasyjno-maryjne                          |
| 59,312   | Wadowice                         | Dom Rodzinny Jana Pawła II, Bazylika Ofiarowania NMP |

W styczniu 2007 skład został odkupiony przez PKP Przewozy Regionalne za 7 mln zł i przeszedł na stan Zakładu Małopolskiego.
Od 11 września 2008, po kilkuletnich staraniach Fundacji Rozwoju Miasta Bielska-Białej, w wybrane dni trasa Pociągu papieskiego była wydłużana i wiodła przez Andrychów, Kęty, Bielsko-Białą, Żywiec i Czadcę aż do słowackiej Żyliny.
W 2009 skład wielokrotnie gościł w różnych rejonach Polski jako forma upamiętniająca wizyty Jana Pawła II w różnych miastach oraz w celu umożliwienia dojazdu na ważne wydarzenia religijne.
Od 1 września 2009 ze względu na malejące zainteresowanie zawieszono kursowanie pociągu. Skład przeznaczono do codziennej obsługi linii z Krakowa do Bielska-Białej. Od 2010 skład obsługiwał połączenia między Krakowem a Zakopanem.
30 czerwca 2012 zostało wznowione na okres wakacyjny kursowanie jednostki na pierwotnej trasie, jednakże bez dofinansowania ze strony woj. małopolskiego. Ponowne jego uruchomienie było planowane na wakacje 2013 jeśli będzie się cieszyło odpowiednio dużym zainteresowaniem.
22 października 2012 skład EN61-01 został wycofany z eksploatacji. W lipcu 2013 zespół trakcyjny miał powrócić na trasę Kraków – Wadowice, jednak nie było to możliwe ze względu na zużyte poniżej dopuszczalnej normy zestawy kołowe i oczekiwanie na ich naprawę. 2 września 2013 skład przywrócono do eksploatacji.
Na dni od 28 marca 2014 do 12 kwietnia 2014 planowano przejazd Pociągu papieskiego przez 14 metropolii. Skład miał wyruszyć z Wadowic, a z sanktuarium łagiewnickiego miał zabrać ogień symbolizujący iskrę. Ogień ten miał być w lampionie, a ten przechowywany w kaplicy umieszczonej wewnątrz jednostki. Ponadto w kaplicy miały się znaleźć również relikwie Jana Pawła. Ostatecznie z braku funduszy pociąg nie został uruchomiony.
9 kwietnia 2014 Pociąg papieski został ponownie uruchomiony po półtorarocznej przerwie. Wydarzeniu towarzyszyło otwarcie Domu Rodzinnego Jana Pawła II.
Na początku marca 2015 skład odstawiony od 8 miesięcy na bocznicy w Suchej Beskidzkiej został pozbawiony emblematów i napisów Totus Tuus. W kwietniu Małopolski Oddział Przewozów Regionalnych poinformował o planowanym wykorzystaniu Pociągu papieskiego podczas Światowych Dni Młodzieży 2016. W połowie listopada jednostka powróciła na trasę z Krakowa do Bielska-Białej i Wadowic. Na początku 2017 skład ponownie był odstawiony i oczekiwał na naprawę, którą wówczas planowano wykonać w I półroczu tego roku.
5 czerwca 2017 Pociąg papieski rozpoczął 3-dniową obsługę połączeń w województwie kujawsko-pomorskim w ramach święta tego województwa. W 2018 roku skład został skierowany do obsługi połączenia Nowy Targ – Zakopane. 7 czerwca w składzie odbyła wystawa zdjęć z pontyfikatu Jana Pawła II, którą można było obejrzeć na stacjach Toruń Główny i Bydgoszcz Główna. Pod koniec lipca skład obsługiwał połączenia Kęty – Skawina i Kęty – Kraków Płaszów.
W lipcu 2025 Polregio rozstrzygnęło przetarg na dostawę czterech używanych EZT. Jedynym oferentem była spółka Industrial Division, która zaoferowała jednostki typu 14WE. Koszt składów miał wynieść 9 348 000 zł. Jednostki miały zostać dostarczone do małopolskiego zakładu PR do października 2025. 

### Koleje Śląskie

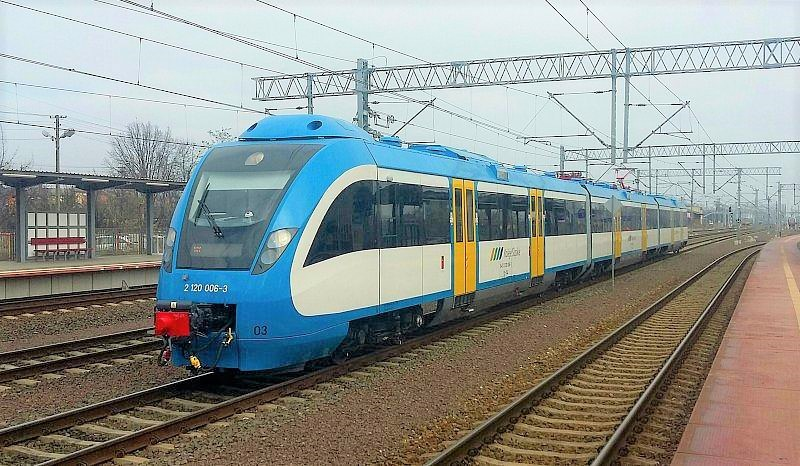
14WE-03 w barwach Kolei Śląskich

31 października 2012 Koleje Śląskie rozstrzygnęły przetarg na dostawę dwóch używanych, jednoprzestrzennych elektrycznych zespołów trakcyjnych. Specyfikację przetargową spełniały tylko zespoły 14WE, jedynie SKM Warszawa złożył swoją ofertę i to właśnie ona została wybrana. W pierwszej połowie listopada 2012 podpisano umowę na roczną dzierżawę dwóch 14WE z wykupem po zakończeniu. Pojazdy skierowano do obsługi pociągów relacji Katowice – Gliwice. Po zakończeniu okresu dzierżawy Koleje Śląskie skorzystały z opcji wykupu pojazdów.
W lipcu 2016 przewoźnik, przygotowując się do przeprowadzenia napraw okresowych posiadanych dwóch pojazdów, planował zainstalowanie w nich toalet. Do końca sierpnia w ogłoszonym przetargu na modernizację składów ofertę złożyły ZNTK „Mińsk Mazowiecki”. Pod koniec września została ona zaakceptowana i w połowie października podpisano umowę, a w zakres modernizacji, która miała zostać wykonana do końca 2016, prócz montażu toalet, weszła również modyfikacja systemu monitoringu i informacji pasażerskiej oraz przemalowanie składów w barwy Kolei Śląskich. Ostatecznie przebudowa przedłużyła się ze względu na większy zakres prac do wykonania nieprzewidziany wcześniej przez wykonawcę. W połowie stycznia 2017 w okolicach Mińska Mazowieckiego widziany był ukończony skład 14WE-01. Wówczas przewoźnik zakładał, że pojazdy powrócą do niego w lutym. Pierwszy skład, oznaczony jako 01, rzeczywiście dotarł do bazy przewoźnika pod koniec lutego, a 28 lutego powrócił do eksploatacji.
Pod koniec lipca 2017 jeden pojazd 14WE należący do Industrial Division został wynajęty przez Pesę Bydgoszcz. Producent, ze względu na opóźnienia w dostawach składów z rodziny Elf II dla Kolei Śląskich, zdecydował się przekazać temu przewoźnikowi jednostkę 14WE w charakterze pojazdu zastępczego. 28 lipca skład 14WE-02 wyruszył z Mińska Mazowieckiego do Katowic, a trzy dni później dotarł do bazy Kolei Śląskich. Na przełomie sierpnia i września przewoźnikowi przekazano drugi pojazd tego typu. Wówczas Koleje Śląskie eksploatowały 4 zespoły typu 14WE – 2 własne oraz 2 wypożyczone przez Pesę od Industrial Division.
12 stycznia 2018 KŚ podpisały z przedsiębiorstwem Industrial Division półroczną umowę ramową na wynajem pojazdów 14WE. W maju 2018 kolejne 2 pojazdy 14WE trafiły do KŚ jako zastępstwo za opóźnionego elfa II.

### Industrial Division
Pod koniec 2016 przedsiębiorstwo Industrial Division odkupiło od SKM Warszawa jednostki typu 14WE. Zgodnie z podpisaną umową, na początku 2017 do nowego właściciela trafiły 4 pojazdy, które skierowano do modernizacji w ZNTK „Mińsk Mazowiecki”.
22 marca 2017 Koleje Śląskie otworzyły oferty w przetargu na dzierżawę 11 EZT na cały 2018. W drugiej części tego postępowania, dotyczącej leasingu 4 pojazdów z opcją na kolejne 4 składy, ID zaoferowało jednostki typu 14WE. Ostatecznie ta część przetargu została unieważniona, w związku z czym przedsiębiorstwo nie znalazło nowego użytkownika dla tych pojazdów.
25 maja 2017 ID odebrało pierwszy zmodernizowany pojazd o numerze 06, zaś 13 czerwca ukończono modernizację drugiego o numerze 04. Zespoły w ramach przebudowy zostały doposażone m.in. w toalety, system informacji pasażerskiej, gniazdka elektryczne i stopnie wejściowe. Pojazdy pomalowano na biało, co stanowiło podkład pod malaturę ewentualnego nowego użytkownika.
W okresie od końca lipca do początku września 2017 ID wydzierżawiło wszystkie swoje jednostki typu 14WE. Po 2 pojazdy trafiły do Kolei Śląskich i Kolei Małopolskich.
Pozostałe 2 kupione składy miały zostać przekazane nowemu właścicielowi na początku 2018. Ostatecznie tak się jednak nie stało.
W lipcu 2025 Polregio rozstrzygnęło przetarg na dostawę czterech używanych EZT. Jedynym oferentem była spółka Industrial Division, która zaoferowała jednostki typu 14WE. Koszt składów miał wynieść 9 348 000 zł. Jednostki miały zostać dostarczone do małopolskiego zakładu PR do października 2025. 

### Koleje Małopolskie
Na początku sierpnia 2017 Koleje Małopolskie rozpoczęły jazdy testowe zespołów 14WE-04 i 06 należących do Industrial Division. 2 września jednostki rozpoczęły poranne i wieczorne kursy z pasażerami na trasach do stacji Tarnów i przystanku Kraków Lotnisko.

## Nagrody i wyróżnienia
- 2005 – wyróżnienie za twórcze wykorzystanie starej konstrukcji dla jednostki 14WE-02, prezentowanej podczas Międzynarodowych Targów Kolejowych Trako w Gdańsku Oliwie[12].
- 2007 – tytuł Produkt Roku 2006 dla Pociągu papieskiego, przyznany przez Polski Klub Biznesu[96].